# Chalong Rat Expressway
Der Chalong Rat Expressway (Thai: ทางพิเศษฉลองรัช; Aussprache [tʰaːŋ pí-sèt ʧà-lŏŋ rát]) ist eine mautpflichtige Stadtautobahn in Bangkok, die als Hochstraße ausgeführt ist. Über die gesamte Länge von 18,7 km ist er sechsspurig ausgeführt.
Die Strecke beginnt bei km 5,5 der Ram Inthra Road (ถนนรามอินทรา) im Stadtteil Bang Khen, sie führt in südwestlicher Richtung im Stadtteil Huai Khwang über die Lad Phrao Road (ถนนลาดพร้าว), die Pracha Uthit Road (ถนนประชาอุทิศ) und die Rama IX Road (ถนนพระราม ๘). Von dort geht es in südlicher Richtung weiter über die Ramkhamhaeng Road (ถนนรามคำแหง, Stadtteil Bang Kapi) und die Phattanakarn Road (ถนนพัฒนาการ, Stadtteil Suan Luang). Sie endet in der Nähe von At Narong Road (ถนนอาจณรงค์) und Sukhumvit Soi 50 im Stadtteil Bang Na, wo sie in den Chalerm Maha Nakhon Expressway mündet.
Diese Stadtautobahn wurde gebaut um den Verkehr in der Ram Inthra Road und Innenstadtbereichen wie der Lad Phrao Road, Rama IX und New Petchburi Road zu entlasten. Außerdem entlastet sie den Chalerm Maha Nakhon Expressway.
Eröffnet wurde diese Autobahn im Jahre 1996.
2003 wurde das Kreuz Rama IX eröffnet, um den Chalong Rat mit dem Si Rat Expressway zu verbinden.